# La caverna
La caverna (A caverna) è un romanzo del narratore, poeta e drammaturgo portoghese José Saramago.
È la rivisitazione ai giorni nostri del Mito della caverna di Platone in cui il Centro, gigantesca costruzione che domina la città e ne modifica progressivamente il profilo e la fisionomia, simboleggia l'interno della caverna, l'opinione passiva dell'uomo, la sua concezione della verità in virtù delle forme e delle immagini che gli vengono mostrate.

## Trama
Cipriano Algor è un vasaio che fornisce i propri prodotti al Centro, un luogo dove sono concentrati negozi e attrazioni. Un giorno però il Centro rifiuta metà della fornitura di vasellame e Cipriano fa ritorno a casa attraversando col suo furgone i luoghi desolati della Cintura Industriale, della Cintura Agricola e della Cintura Verde che circondano il Centro. Lungo il tragitto incontra Isaura, giovane vedova che lamenta la rottura della sua vecchia brocca. Giunto a casa, Cipriano e la figlia Marta riflettono sul da farsi. Marta è sposata con Marçal Gacho, guardiano del Centro. Fa intanto la sua apparizione il cane Trovato, che arriva spontaneamente a casa di Cipriano.
Cipriano e Marta cambiano prodotto: anziché vasellame, decidono di vendere statuine. Il Centro gliene commissiona milleduecento. Padre e figlia si impegnano nella produzione entro i tempi pattuiti, ma una telefonata del Centro comunica che anche le statuine resteranno invendute a causa dei capricci del mercato. Marta e Marçal propongono a Cipriano di andare a vivere con loro al Centro, dove comunque si sarebbero trasferiti dopo la promozione di Marçal a Guardino Interno. Cipriano accetta perché costretto dalle circostanze. Siccome al Centro non sono ammessi animali, il vasaio porta Trovato da Isaura per affidarlo alle sue cure e in quell’occasione le confessa il suo amore pur ammettendo l’impossibilità di un futuro insieme. 
L’appartamento in cui vanno ad abitare si trova al trentaquattresimo piano di un edificio nel Centro, dove tramite una fitta rete di ascensori si possono raggiungere ogni sorta di negozio e di luogo di svago all’insegna del consumismo. 
Cipriano, sentendosi ormai inutile, passa il tempo a esplorare il Centro, dove trova una porta segreta. Una notte, d’accordo con Marçal che è di turno per sorvegliare la porta, entra e scopre una grotta con sei cadaveri seduti su un muretto, con la parete a pochi palmi dalle loro orbite ormai vuote. Dietro di loro si vede la macchia nera lasciata da un falò. Il messaggio è chiaro: quei cadaveri sono loro stessi. Marçal dà quindi le dimissioni e tornano tutti nella vecchia casa con la fornace, dove trovano Isaura e Trovato. Tutti insieme salgono sul furgone e lasciano la loro terra. Marçal dice che mentre stava abbandonando il Centro, un manifesto annunciava l’imminente apertura della caverna di Platone e invitava all’acquisto del biglietto.

## Edizioni italiane
- La caverna, traduzione di Rita Desti, Collana Supercoralli, Torino, Einaudi, 2000, ISBN 978-88-061-5255-0; Collana Einaudi Tascabili. Letteratura, Einaudi, 2004, ISBN 978-88-061-7116-2; Collana ET Scrittori n.1259, Einaudi, 2005, ISBN 978-88-061-7960-1; Collana UEF n.8734, Milano, Feltrinelli, 2016, ISBN 978-88-07-88734-5.